# Lâu đài Peracense

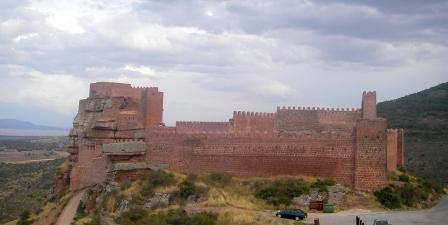
Lâu đài Peracense.

Lâu đài Peracense  là một lâu đài ở Peracense, Aragon, phía Bắc Tây Ban Nha. Khu vực lâu đài có từ thời đại đồ đồng, và sau đó được sử dụng lại trong cuộc chinh phục Iberia Hồi giáo của Tây Ban Nha, vào thế kỷ 10 và 11. Trong suốt cuối thời kỳ Trung Cổ, tầm chiến lược của lâu đài tăng lên vì vị trí nằm giữa vương quốc Castile và vương quốc Aragon. Lâu đài được mở rộng và tu sửa vào thế kỷ thứ 14.